# Karl Wilhelm Mayer
Karl Wilhelm Mayer, auch Carl Wilhelm Mayer (* 25. Juni 1795 in Berlin; † 12. Februar 1868 ebenda), war ein deutscher Gynäkologe. Er wird wegen seiner neuen Untersuchungs- und Operationsmethoden, die er im Bereich der Gynäkologie einführte, als einer ihrer Begründer angesehen.

## Leben

### Werdegang
Mayer wurde 1795 als Sohn eines Stadtchirurgen und Geburtshelfers geboren und nahm 1813 im Alter von 14 Jahren als Freiwilliger an den Befreiungskriegen teil. Im Jahr 1814 begann er in Berlin Medizin zu studieren und wurde 1817 Assistent von Adam Elias von Siebold. Mayer promovierte 1821 mit dem Werk De polypis und eröffnete in Berlin eine gynäkologische Praxis. Er bot ab 1832 armen Frauen aus Berlin an, in seiner Praxis unentgeltlich behandelt zu werden. Mit anderen Ärzten gründete er 1833 die Gesellschaft Heimia. 1844 gründete er die heute noch bestehende Gesellschaft für Geburtshilfe und Gynäkologie in Berlin.

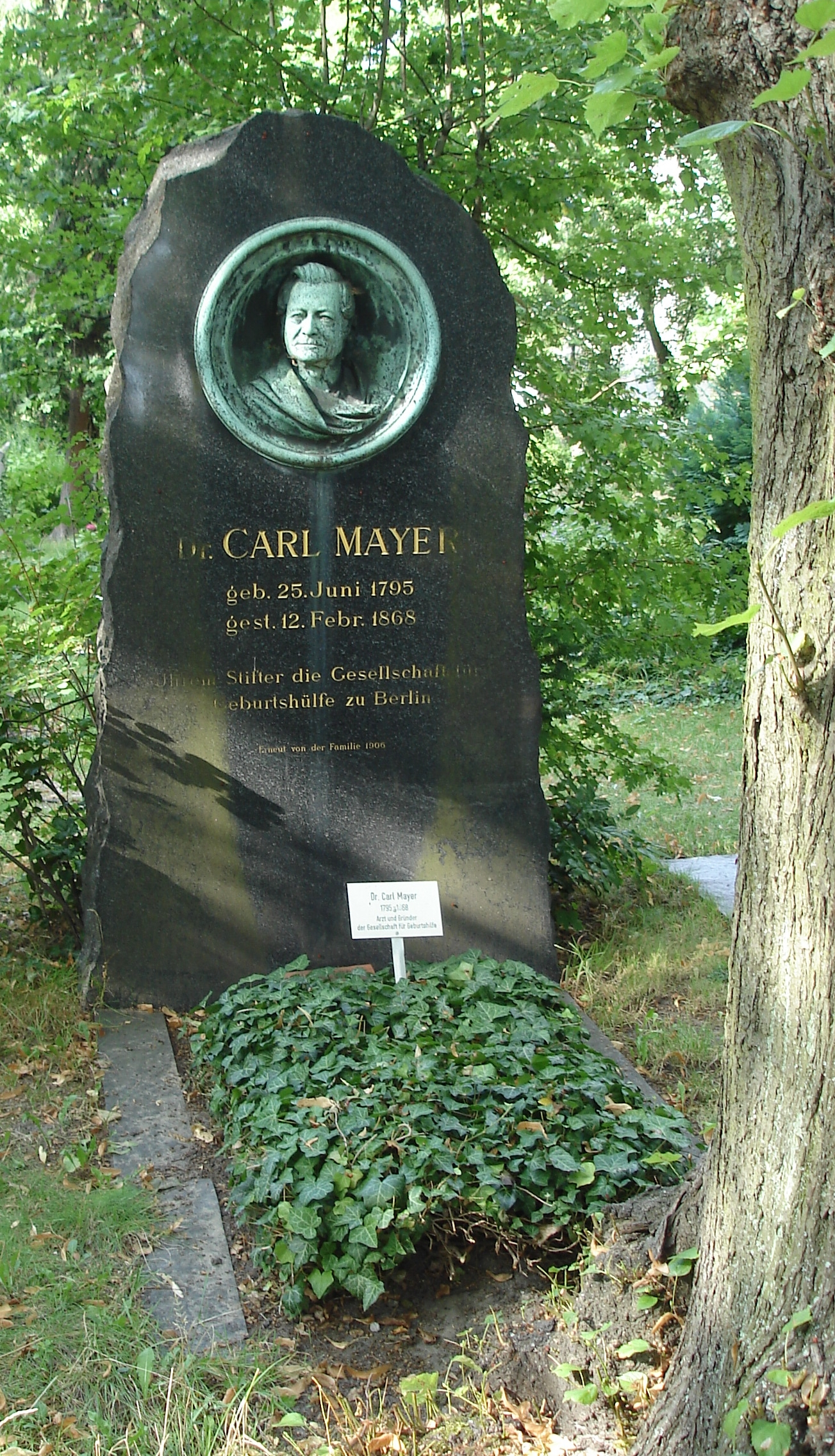
Mayers Grabstätte auf dem Alten St.-Matthäus-Kirchhof

1840 bekam er den Titel Sanitätsrat verliehen, im Jahr 1846 den Titel Geheimer Sanitätsrat.

### Familie
1824 heiratete er die Tochter des Bankassessors Martins in Berlin. Das Paar hatte zwei Söhne und fünf Töchter. Beide Söhne wurden Ärzte; Louis Mayer übernahm später die gynäkologische Klinik seines Vaters, der jüngere Sohn August erlag 1861 einer (Lungentuberkulose). Seine Tochter Ferdinande Amalie Rosalie (1832–1913) heiratete 1850 den Arzt Rudolf Virchow.

### Grab
Mayer wurde auf dem Alten St.-Matthäus-Kirchhof in Berlin-Schöneberg bestattet. Das Grab ist seit 1958 als Ehrengrab der Stadt Berlin gewidmet.